# Ip (Einheit)
Der IP war ein Feld- und Flächenmaß im asiatischen Nucha/Nukha. 
- 1 IP = 0,2604 Dessjatine (≈1,1 Hektar) ≈ 28,45 Ar